# Heinrich Hopmann

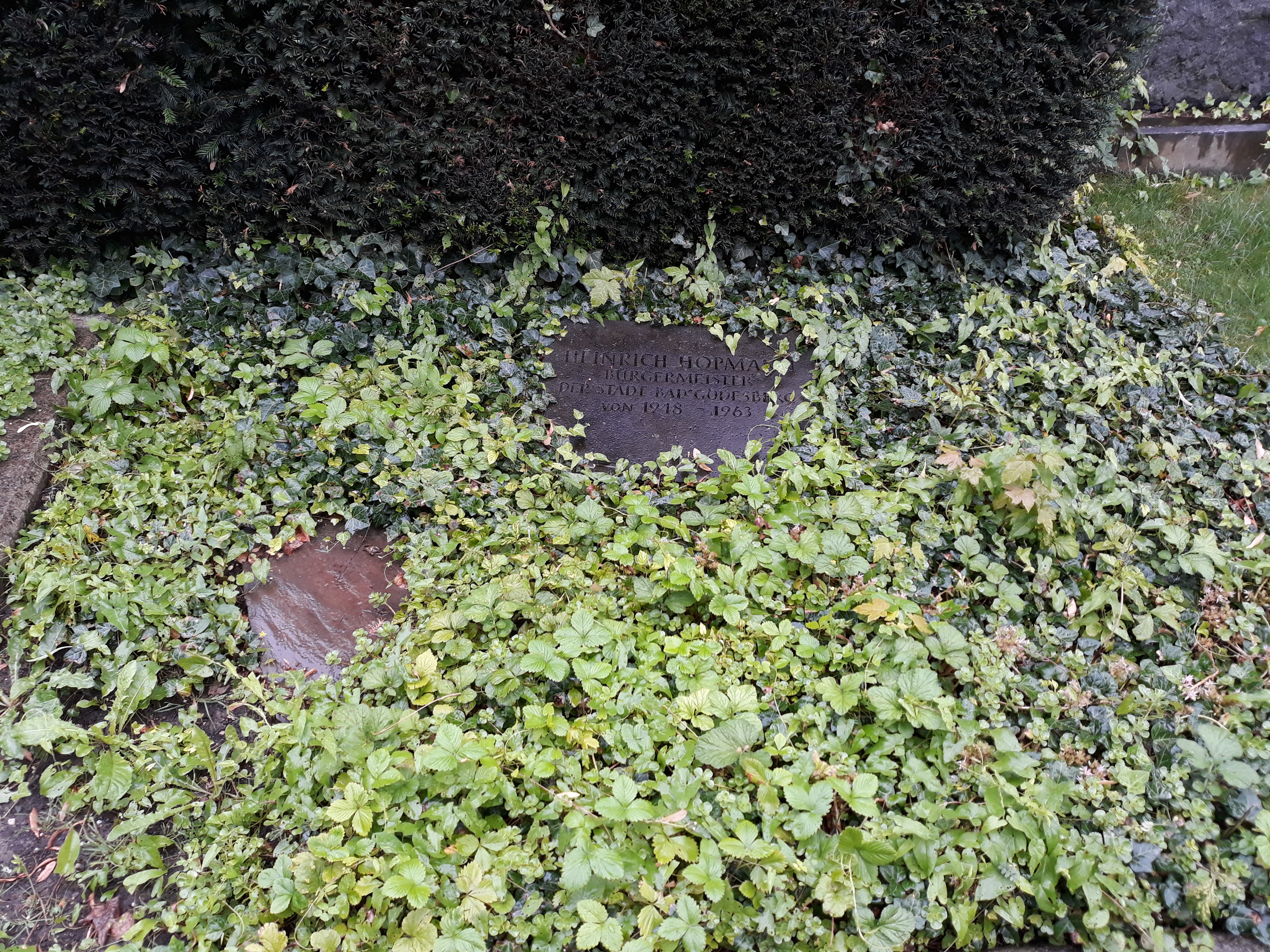
Das Grab von Heinrich Hopmann auf dem Burgfriedhof Bad Godesberg

Heinrich Hopmann (* 23. Januar 1897 in Rostock; † 1. Februar 1968 in Bad Godesberg) war ein deutscher Politiker des Zentrum, der CDU und Bürgermeister von Bad Godesberg.

## Leben und Beruf
In Rostock aufgewachsen und zur Schule gegangen, war er von 1914 bis 1918 als Frontsoldat im Ersten Weltkrieg. 1923 kam er als Lehrer für Latein, Griechisch und Geschichte an das von Jesuiten geleitete Aloisiuskolleg Godesberg. Seit 1929 war er Mitglied des Gemeinderates und der Amtsvertretung. Seit 1930 war er auch 2. Vorsitzender der Godesberger Zentrumspartei. Nachdem der 1. Vorsitzende, Joseph Roth, am 3. Juni 1933 seine Ämter auf Druck der Nationalsozialisten niederlegen musste, wurde Hopmann bis zur Selbstauflösung der Partei am 5. Juli 1933 zum 1. Vorsitzenden in Godesberg. Bei der Selbstauflösung des Zentrums verlor auch er all seine Gemeindeämter. Als die Jesuitenschule 1939 von den Nationalsozialisten gewaltsam aufgelöst wurde, verlor er seine Stelle, kehrte aber 1941 an das zur Städtischen Oberschule umgewandelte Kolleg als Lehrer und zeitweise auch als Internatsleiter zurück. Nach dem Krieg wurde Hopmann wieder kommunalpolitisch aktiv, so wurde er Mitglied des von der Besatzung ernannten Bürgerausschusses und der Stadtvertretung. 1946 gehörte er zu den Begründern der Godesberger CDU. Als Bürgermeister Zander sein Amt niederlegte, übertrug der Rat der Stadt Hopmann am 3. November 1948 das Amt, das er bis zum 18. März 1963 ausübte. In seiner Amtszeit und seiner Initiative hin wurde zu Ehren seines verstorbenen Freundes und Parteikollegen Roth eine Straße umbenannt und Partnerschaften mit Maidenhead, Kortrijk, Saint-Cloud und Frascati begründet. Auch wurden in seiner Amtszeit zwei große Bauprojekte in der Stadt realisiert: Das Stadttheater und die Stadthalle.
Heinrich Hopmann wurde auf dem Burgfriedhof in Bad Godesberg beigesetzt.

## Ehrungen
- 1956 Ernennung zum Ritter des Gregoriusordens durch Papst Pius XII.
- 1959 Verleihung des Großen Verdienstkreuzes des Verdienstordens der Bundesrepublik Deutschland.
- 1963 Verleihung des Komturkreuzes zum Gregoriusordens durch den Apostolischen Nuntius Erzbischof Bafile.
- Am 18. März 1963 ernannte der Stadtrat ihn zum Ehrenbürger.
- 1968 wurde sein Grab zum Ehrengrab erklärt.
- In Bonn wurde die Hopmannstraße nach ihm benannt.[1]
- Heinrich-Hopmann-Schule, Berufsbildungseinrichtung, Bonn